# Rừng tre Nam Tứ Xuyên
Rừng tre Nam Tứ Xuyên hay còn gọi là Thục Nam Trúc Hải (蜀南竹海), là khu rừng tre lớn nhất Trung Quốc và thế giới, nằm tại huyện Trường Ninh, Nghi Tân thị, tỉnh Tứ Xuyên, Trung Quốc. Bộ phim điện ảnh nổi tiếng Ngọa hổ tàng long đã thực hiện nhiều cảnh quay tại đây.

## Vị trí
Rừng tre nằm cách thành phố Nghi Tân 60 km về phía nam, cách thủ phủ của tỉnh Tứ Xuyên - Thành Đô khoảng 300 km về phía nam và cách đô thị Trùng Khánh 230 km.

## Sinh thái

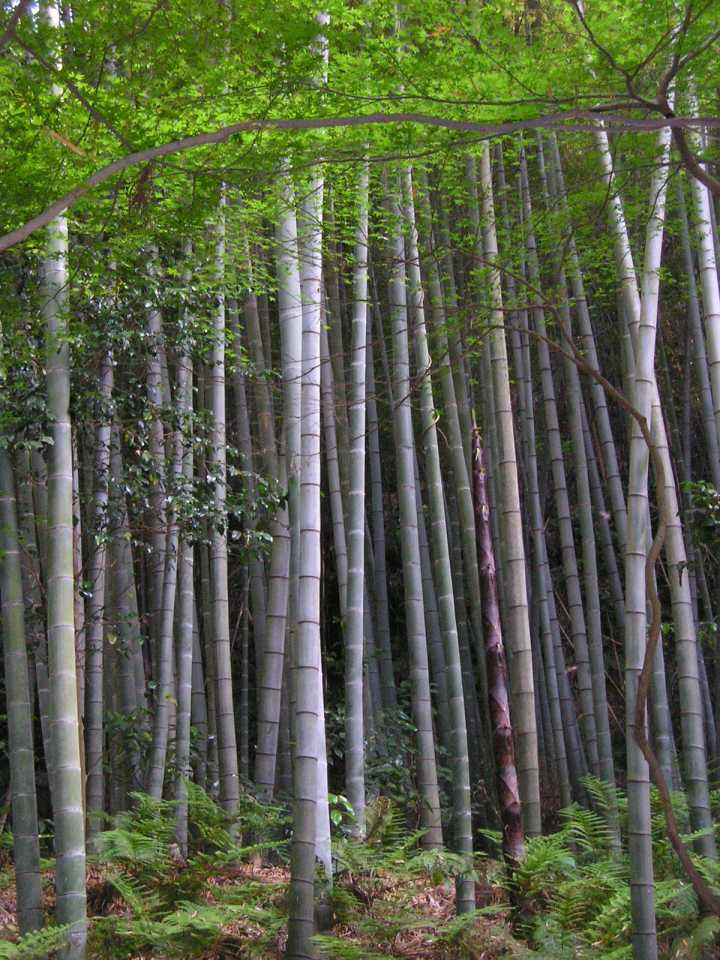
Trúc sào là loại cây phổ biến nhất.

Rừng tre có diện tích 12.000 ha (120 km²) bao phủ 27 ngọn núi với khoảng 500 đỉnh đồi. Địa hình cao từ 600 đến 1000 m.
Khí hậu khu vực là cận nhiệt đới gió mùa, nhiệt độ trung bình năm 15,5 độ C. Trong diện tích 120 km² thì vùng lõi khoảng 44 km².
Rừng tre này có hơn 400 loài tre khác nhau, như tre vảy cá (Phyllostachys heteroclada Oliver), tre tía (Phyllostachys nigra),...phổ biến nhất là trúc sào (Phyllostachys heterocycla) là loài tre sinh trưởng rất nhanh và có giá trị kinh tế cao.

## Du lịch
Rừng tre Nam Tứ Xuyên được xếp là danh lam thắng cảnh cấp quốc gia (Trung Quốc) vào năm 1988, là "Bốn mươi điểm du lịch hàng đầu ở Trung Quốc" vào năm 1991, là Khu dự trữ sinh quyển vào năm 1999, là Khu du lịch cấp AAAA đầu tiên của Trung Quốc vào năm 2001, "Top mười khu rừng đẹp nhất ở Trung Quốc" vào năm 2005, là một trong Mười danh lam thắng cảnh đặc biệt nhất Trung Quốc. Khu rừng kết hợp cảnh quan thiên nhiên và các công trình xây dựng bởi con người.
Trong khu rừng tre này có 8 khu danh lam thắng cảnh với 134 điểm tham quan, như Bảo tàng Rừng tre, thác Cầu vồng, hồ Thanh Long, động Tiên Dữu, cầu Hoa Tây 13, một cây cầu độc đáo bắc qua suối Hoa Tây, con suối đẹp nhất trong Khu thắng cảnh Chu Hải, hồ Ứng Phong, thung lũng Vong Ưu, hành lang Ngọc Lục Bảo, khu nhà cổ Tây Gia Sơn. Có cáp treo và du lịch bè tre trên sông.
Rừng tre cũng cung cấp nhiều mặt hàng cho khách tham quan du lịch các sản phẩm thủ công từ tre, măng tre, các loại nấm,....

### Sự kiện
Ngày 15 tháng 4 năm 2018, một cuộc chạy đua marathon được tổ chức với 5.000 người tham gia, họ gồm nhiều quốc tịch, lộ trình là từ trung tâm thành phố Nghi Tân chạy đến cánh rừng này. Thể hiện cho sự gắn kết giữa thiên nhiên và đô thị.

## Dự án
Chính quyền Tứ Xuyên đã lập kế hoạch đưa gấu trúc về đây để bảo tồn, dự án được thực hiện bởi Trung tâm nghiên cứu và bảo tồn gấu trúc lớn Trung Quốc. Tiến hành nhân giống, nghiên cứu và đưa vào khai thác du lịch, biến khu rừng tre Nam Tứ Xuyên trở thành điểm du lịch gấu trúc quy mô lớn. Chính quyền thành phố Nghi Tân của tỉnh Tứ Xuyên và Trung tâm nghiên cứu và bảo tồn gấu trúc lớn Trung Quốc đã ký thỏa thuận vào ngày 20 tháng 4 để hợp tác bảo vệ gấu trúc.